# Abdi Nageeye
Abdi Nageeye (né le 2 mars 1989 à Mogadiscio en Somalie) est un athlète néerlandais, spécialiste des courses de fond.

## Biographie
Il se classe sixième du semi-marathon des championnats d'Europe 2016 et prend la 11e place du marathon des Jeux olympiques de 2016.
Il établit un record des Pays-Bas du marathon en 2 h 6 min 17 s au Marathon de Rotterdam de 2019.
Lors des Jeux olympiques de 2020 à Tokyo, il s'adjuge la médaille d'argent du marathon en établissant le temps de 2 h 9 min 58 s, devancé de plus d'une minute par le tenant du titre, le Kényan Eliud Kipchoge.
Il remporte le marathon de Rotterdam en 2022 en 2 h 4 min 56 s et en 2024 en 2 h 4 min 45 s, à chaque fois avec un record national. En novembre 2024, il remporte également le Marathon de New York.

## Palmarès
| Date | Compétition           | Lieu           | Résultat | Épreuve       | Temps           |
| ---- | --------------------- | -------------- | -------- | ------------- | --------------- |
| 2016 | Marathon de Boston    | Boston         | 8e       | Marathon      | 2 h 18 min 5 s  |
| 2016 | Championnats d'Europe | Amsterdam      | 6e       | Semi-marathon | 1 h 3 min 43 s  |
| 2016 | Jeux olympiques       | Rio de Janeiro | 11e      | Marathon      | 2 h 13 min 1 s  |
| 2017 | Marathon de Rotterdam | Rotterdam      | 9e       | Marathon      | 2 h 9 min 34 s  |
| 2017 | Marathon d'Amsterdam  | Amsterdam      | 9e       | Marathon      | 2 h 8 min 16 s  |
| 2018 | Marathon de Boston    | Boston         | 7e       | Marathon      | 2 h 23 min 16 s |
| 2019 | Marathon de Rotterdam | Rotterdam      | 4e       | Marathon      | 2 h 6 min 17 s  |
| 2019 | Marathon d'Amsterdam  | Amsterdam      | 9e       | Marathon      | 2 h 7 min 39 s  |
| 2020 | Marathon de Valence   | Valence        | 15e      | Marathon      | 2 h 7 min 9 s   |
| 2021 | Jeux olympiques       | Tokyo          | 2e       | Marathon      | 2 h 9 min 58 s  |
| 2021 | Marathon de New York  | New York City  | 5e       | Marathon      | 2 h 11 min 39 s |
| 2022 | Marathon de Rotterdam | Rotterdam      | 1er      | Marathon      | 2 h 4 min 56 s  |
| 2022 | Marathon de New York  | New York City  | 3e       | Marathon      | 2 h 10 min 31 s |
| 2023 | Marathon de Rotterdam | Rotterdam      | 3e       | Marathon      | 2 h 5 min 32 s  |
| 2023 | Marathon de New York  | New York City  | 4e       | Marathon      | 2 h 10 min 21 s |
| 2024 | Marathon de Rotterdam | Rotterdam      | 1er      | Marathon      | 2 h 4 min 45 s  |
| 2024 | Marathon de New York  | New York City  | 1er      | Marathon      | 2 h 7 min 39 s  |
| 2025 | Marathon de Londres   | Londres        | 4e       | Marathon      | 2 h 4 min 20 s  |

### Records
| Épreuve       | Performance         | Lieu    | Date          |
| ------------- | ------------------- | ------- | ------------- |
| Semi-marathon | 1 h 0 min 21 s (NR) | La Haye | 10 mars 2024  |
| Marathon      | 2 h 4 min 20 s (NR) | Londres | 27 avril 2025 |